# 紀元前766年
紀元前766年（きげんぜん766ねん）は、西暦による年。

## 他の紀年法
- 干支 : 乙亥
- 中国
  - 周 - 平王5年
  - 魯 - 恵公3年
  - 斉 - 荘公贖29年
  - 晋 - 文侯15年
  - 秦 - 襄公12年
  - 楚 - 若敖25年
  - 宋 - 戴公34年
  - 衛 - 武公47年
  - 陳 - 平公12年
  - 蔡 - 釐侯44年
  - 曹 - 恵伯30年
  - 鄭 - 武公5年
  - 燕 - 哀侯元年
- 朝鮮
  - 檀紀1568年
- ユダヤ暦 : 2995年 - 2996年

## 死去
- 秦の襄公
- 宋の戴公